# Spółdzielnia Mleczarska Udziałowców w Strzałkowie
Spółdzielnia Mleczarska Udziałowców w Strzałkowie – producent z zakresu branży mleczarskiej, jedyne przedsiębiorstwo zajmujące się przetwórstwem mleka na terenie powiatu słupeckiego. Odwołuje się do stuletniej tradycji przemysłowego przerobu mleka i historii lokalnej spółdzielczości mleczarskiej.
Początki działania spółdzielni sięgają 9 lipca 1939, gdy przeprowadzone zostało Zebranie Założycielskie Spółdzielni Mleczarskiej w Strzałkowie. Podjęcie realnej działalności stało się niemożliwe z uwagi na wybuch II wojny światowej. Kolejne Zebranie Założycielskie zorganizowano 7 kwietnia 1945 z inicjatywy Związku Rewizyjnego Spółdzielni Mleczarskich w Poznaniu. Ułatwieniem w początkach działalności była dzierżawa przedwojennego zakładu Bracia Baenninger & Spółka w Strzałkowie – Mleczarnia parowa i fabryka sera, który w trakcie okupacji niemieckiej działał jako Den Molkereibesit ze Hern Herbert Baenninger in Strahlan, a po wojnie został znacjonalizowany. Spółdzielnia szybko się rozwijała - w 1949 liczyła już 268 członków. W 1969 doszło do połączenia dwóch podmiotów - Spółdzielni Mleczarskiej w Strzałkowie ze Spółdzielnią Mleczarską w Cieninie Kościelnym, w wyniku czego powstała Spółdzielnia Mleczarska z siedzibą w Słupcy i dwoma zakładami produkcyjnymi (Cienin Kościelny oraz Strzałkowo). W 1976 decyzje administracyjne pozbawiły spółdzielnię osobowości prawnej i podporządkowały ją Wojewódzkiej Spółdzielni Mleczarskiej w Koninie, jednak w 1980 reaktywowano spółdzielnię w Strzałkowie pod nazwą Okręgowa Spółdzielnia Mleczarska. Dzięki transformacji 1989 roku spółdzielni udało się odzyskać pełną samodzielność, jednocześnie rozpoczęło się dostosowywanie do warunków gospodarki rynkowej. Od 1992 obowiązuje nowa nazwa - Spółdzielnia Mleczarska Udziałowców. Zamknięciu uległy zakłady w Pyzdrach i Cieninie Kościelnym, za to w latach 2003-2004 zmodernizowano zakład w Strzałkowie, co kontynuowano w latach 2010-2013.
Wśród produktów spółdzielni znajduje się m.in. Masło ze Strzałkowa, wpisane na listę produktów tradycyjnych, wyrabiane według receptury z 1926 roku. W związku ze swoją działalnością Spółdzielnia uzyskała m.in. godło Teraz Polska, Orła Agrobiznesu oraz tytuł Słupecki Laur Gospodarczy.